# El Mirador, Tierra Blanca
El Mirador är en ort i Mexiko.   Den ligger i kommunen Tierra Blanca och delstaten Veracruz, i den sydöstra delen av landet, 300 km öster om huvudstaden Mexico City. El Mirador ligger 55 meter över havet och antalet invånare är 167.
Terrängen runt El Mirador är platt. Runt El Mirador är det ganska tätbefolkat, med 75 invånare per kvadratkilometer. Närmaste större samhälle är Nuevo Paso Nazareno, 11,6 km söder om El Mirador. Trakten runt El Mirador består till största delen av jordbruksmark.